# (7903) Albinoni
Pour les articles homonymes, voir Albinoni (homonymie).
(7903) Albinoni est un astéroïde de la ceinture principale.

## Description
(7903) Albinoni est un astéroïde de la ceinture principale. Il fut découvert par Eric Walter Elst le 20 avril 1996 à La Silla. Il présente une orbite caractérisée par un demi-grand axe de 3,02 UA, une excentricité de 0,025 et une inclinaison de 7,7° par rapport à l'écliptique.
Il fut nommé en hommage à Tomaso Albinoni, né le 8 juin 1671 à Venise et mort le 17 janvier 1751 également à Venise, violoniste et compositeur italien de musique baroque.

## Compléments